# 菲利普·波拉塞克
菲利普·波拉塞克（Filip Polášek，1985年7月25日—）是一位斯洛伐克職業網球運動員，右撇子，他于2005年成为职业球手。
截至目前為止，波拉塞克奪得14座ATP雙打冠軍。

## 外部連結
- 菲利普·波拉塞克（英文/西班牙文）的官方資料
- 菲利普·波拉塞克的國際網球總會 職業／青少年 官方資料（英文）
- 菲利普·波拉塞克的官方資料（英文）